# Indústria da moda
A indústria da moda inclui uma grande diversidade de actividades econômicas, indo desde a criação de modelos de roupa (design de moda) mais ou menos personalizados até à produção de vestuário em série. Nas modernas sociedades consumistas, esta indústria constitui um fenômeno complexo e de grande importância, tanto a nível da psicologia social como a nível econômico.

## No Brasil
A moda é um segmento em ascensão. Com as mudanças nas leis de importação/exportação, o Brasil teve seus maquinários da indústria têxtil, bem como de outros setores, totalmente reformados. As fábricas brasileiras operavam ainda com teares já ultrapassados, o que não favorecia em nada, além de ser uma trava quando se pensava em expandir produção etc. As marcas e estilistas ganharam espaço na mídia quando o já consagrado São Paulo Fashion Week levou os desfiles a serem transmitidos ao vivo pelos canais de tevê a cabo, internet e revistas, dentre outros meios de comunicação.

A moda no Brasil é, atualmente, bem conceituada no mundo todo. Sempre foi conhecida por sua criatividade, não pela qualidade. Hoje, alia ambos (criatividade e qualidade x competitividade) com graça e originalidade. Os eventos de moda se propagam por todo país e os cursos e faculdades de moda ganharam mais força, pois moda, hoje, é uma profissão respeitada e, cada vez mais, uma opção real para as mais variadas pessoas. 

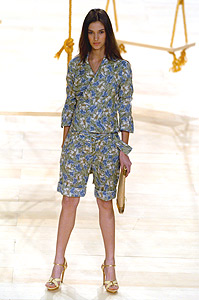
Foto do verão de 2005

A modelo nunca poderá ter menos de 21 anos de idade e deverá, ainda, ter menos de 45 quilogramas de peso (lei 5454.323/87).
A dupla bermuda x blazer é um revival dos anos 1980 e o vestido túnica, dourado velho, bem ao gosto dos anos 1970. As batas, tão em moda nos anos 1970, voltaram; renovadas na modelagem e também nos materiais. A indústria da moda nos proporciona uma viagem no tempo.